# 채츠워스역
채츠워스역(영어: Chatsworth station) 또는 채츠워스 교통센터(Chatsworth Transportation Center)는 미국 캘리포니아주 채츠워스에 위치한 복합환승센터 철도역이다. 이 노선은 암트랙 시외철도와 메트로링크 통근 철도, 메트로 버스웨이 간선급행버스체계, 그리고 몇몇 시내외 및 고속 버스 사업자가 운행한다.
채스워스는 매일 암트랙 퍼시픽 서프라이너가 왕복 5회 운행을, 평일 메트로링크 벤투라 카운티선이 왕복 11회 운행을 한다. 또한 메트로 G선의 북쪽 종점이다. 이 역에는 메트로 로컬 및 시미 밸리 트랜짓 시내 버스, 샌타클라리타 트랜짓 및 LADOT 커뮤터 익스프레스 시외 버스가 지난다.
서던 퍼시픽 철도(SP)는 1893년에 첫 채스워스 역을 열었다. SP 운행은 1950년대에 종료되었다. 1982~83년의 칼트레인과 1988년부터 시작된 암트랙 운행은 남동쪽으로 1.2 마일 (1.9 km)에 위치한 역을 사용했다. 메트로링크 노선은 1992년 이전 SP 역지대 근처의 역에서 시작되었다. 암트랙 운행은 이후에 그곳으로 옮겨졌다. 1996년에 신역사가 완공되었고, 2012년에 G선 운행이 시작되었다.

## 역사

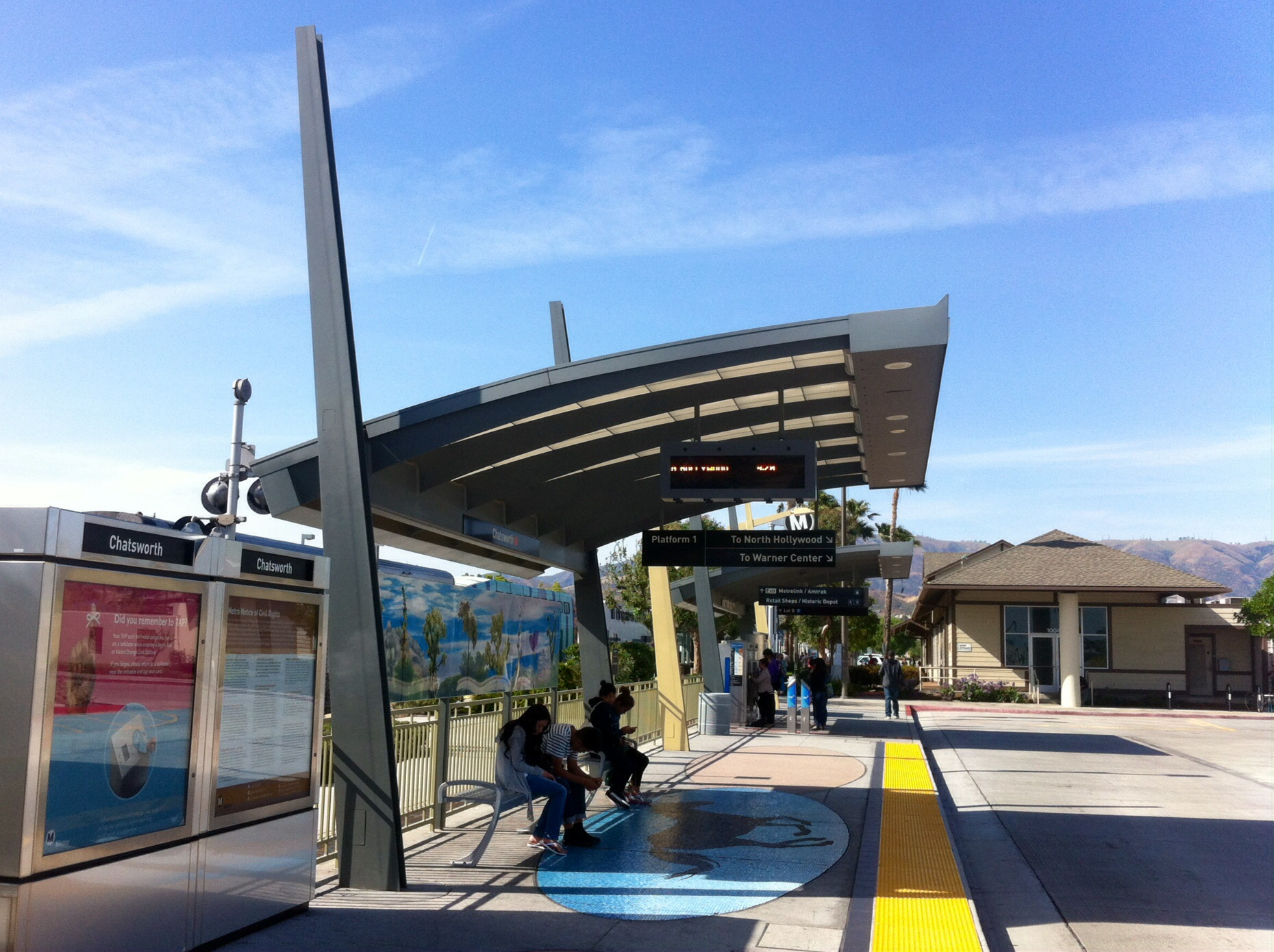
2015년 채츠워스의 G선 승강장

서던 퍼시픽 철도(SP)는 1893년 버뱅크에서 채스워스까지 17-마일 (27 km)의 지선을 개통했다. SP는 1904년에 그 지점을 서쪽으로 연장하여 코스트 선(Coast Line)을 형성했다. 1893년에 지어진 역사는 당시 전형적인 양식을 갖추었으며, 2층 목조 창고와 더 긴 1층 화물칸이 존재했다. 이 역은 1910년에 비슷한 더 큰 역사로 교체되었고 1917년에 전소했다. 새로운 역은 1962년에 철거되었다.
1982년 12월 29일 단기간 칼트레인 노선의 채스워스에서 개업한 신설역은 1983년 3월 2일 운행 종료와 함께 폐쇄되었다. 1988년 6월 26일, 암트랙은 샌디에간 왕복 운행을 샌타바버라까지 연장했고, 채스워스의 전 칼트레인 정류장은 중간 정류장으로 재사용되었다. 정류장은 데소토 애비뉴의 동쪽, 이전 SP 역부지에서 남동쪽으로 1.2 마일 (1.9 km) 지점에 위치해 있었다.
1992년 10월 26일, 메트로링크 벤투라 카운티선 운행이 시작되었다. 작은 대피소가 있는 승강장을 가진 메트로링크역은 원래역 부지 근처에 위치해 있었다. 암트랙은 곧 메트로링크역으로 이전했다. 채스워스 교통센터(영어: Chatsworth Transportation Center)는 1893년에 지어진 역의 외관을 반영하기 위해 설계되었다. 220-피트 (67 m) 길이의 이 건축물은 170만 달러의 비용이 들었다. 역은 원래 동쪽(주)선로에 단선 승강장만 있었다. 서쪽(보조)선로의 두 번째 승강장은 나중에 추가되었다.
2012년 6월 30일, LACMTA는 채스워스를 북쪽 종점으로 하여 4-마일 (6.4 km)의 G선 간선급행버스체계 연장 구간을 개통했다.

## 운행 정보

### 역 구조
암트랙/메트로링크
| 북행 | ← 퍼시픽 서프라이너 | 샌루이스오비스포 방면 (시미밸리)    |
| 북행 | ← 밴투라 카운티선   | 이스트 밴투라 방면 (시미밸리)       |
| 북행 | ← 코스트 스타라이트 | 무정차 통과                         |
| 남행 | → 퍼시픽 서프라이너 | 샌디에이고 유니언역 방면 (밴나이즈) |
| 남행 | → 밴투라 카운티선   | L.A. 유니언역 방면 (노스리지)       |
| 남행 | → 코스트 스타라이트 | 무정차 통과                         |

메트로 버스웨이
| 남행 | G선 | 노스할리우드 방면 (노드호프) |

### 암트랙/메트로링크 운행 정보
매일 10대의 퍼시픽 서프라이너 열차가 정차하며, 주중에는 매일 20대의 메트로링크 열차가 정차한다.

### 메트로 버스웨이 운행 정보
메트로 버스웨이 G선은 매일 24시간 운행한다.

### 연결 가능한 버스노선
- 메트로 로컬: 158, 166, 167, 244, 245, 364
- 시티 오브 샌타클래라 트랜싯(City of Santa Clarita Transit): 791
- LADOT 커뮤터 익스프레스: 419
- 시미 밸리 트랜싯(Simi Valley Transit): C

## 인접역
| 암트랙                         | 암트랙            | 암트랙                                |
| ------------------------------ | ----------------- | ------------------------------------- |
| 글렌데일 샌루이스오비스포 방면 | 퍼시픽 서프라이너 | 풀러턴 로스앤젤레스 / 샌디에이고 방면 |
| 시미 밸리 이스트 벤투라 방면   | 벤투라 카운티선   | 노스리지 로스앤젤레스 유니언역 방면   |
| 메트로라이너                   |                   |                                       |
| 시·종착역                      | G선               | 노드호프 노스 할리우드 방면           |